# Marcus Ericsson
Marcus Ericsson, švedski dirkač, * 2. september 1990, Kumla, Švedska.
Ericsson je leta 2007 osvojil prvenstvo britanske Formule BMW, leta 2009 pa japonske Formule 3. Med letoma 2010 in 2013 je nastopal v seriji GP2, kjer je dosegel dve zmagi in še enajst uvrstitev na stopničke. V sezoni 2014 je debitiral v Svetovnem prvenstvu Formule 1 s Caterhamom. Osvojil je devetnajsto mesto v dirkaškem prvenstvu brez osvojenih točk in z najboljšo uvrstitvijo na enajsto mesto na dirki za Veliko nagrado Monaka. V sezoni 2015 bo tekmoval v moštvu Sauber.

## Rezultati Formule 1
(legenda) (odebeljene dirke pomenijo najboljši štartni položaj, poševne pa najhitrejši krog, †-uvrščen kljub odstopu)
| Leto | Moštvo                    | Šasija        | Motor                           | 1       | 2       | 3       | 4      | 5      | 6       | 7       | 8      | 9      | 10     | 11      | 12     | 13      | 14      | 15      | 16      | 17     | 18      | 19     | 20      | 21      | Prv | Toč |
| ---- | ------------------------- | ------------- | ------------------------------- | ------- | ------- | ------- | ------ | ------ | ------- | ------- | ------ | ------ | ------ | ------- | ------ | ------- | ------- | ------- | ------- | ------ | ------- | ------ | ------- | ------- | --- | --- |
| 2014 | Caterham F1 Team          | Caterham CT05 | Renault Energy F1-2014 1.6 V6 t | AVS Ret | MAL 14  | BAH Ret | KIT 20 | ŠPA 20 | MON 11  | KAN Ret | AVT 18 | VB Ret | NEM 18 | MAD Ret | BEL 17 | ITA 19  | SIN 15  | JAP 17  | RUS 19  | ZDA    | BRA     | ABU    |         |         | 19. | 0   |
| 2015 | Sauber F1 Team            | Sauber C34    | Ferrari 060 1.6 V6 t            | AVS 8   | MAL Ret | KIT 10  | BAH 14 | ŠPA 14 | MON 13  | KAN 14  | AVT 13 | VB 11  | MAD 10 | BEL 10  | ITA 9  | SIN 11  | JAP 14  | RUS Ret | ZDA Ret | MEH 12 | BRA 16  | ABU 14 |         |         | 18. | 9   |
| 2016 | Sauber F1 Team            | Sauber C35    | Ferrari 061 1.6 V6 t            | AVS Ret | BAH 12  | KIT 16  | RUS 14 | ŠPA 12 | MON Ret | KAN 15  | EU 17  | AVT 15 | VB Ret | MAD 20  | NEM 18 | BEL Ret | ITA 16  | SIN 17  | MAL 12  | JAP 15 | ZDA 14  | MEH 11 | BRA Ret | ABU 15  | 22. | 0   |
| 2017 | Sauber F1 Team            | Sauber C36    | Ferrari 061 1.6 V6 t            | AVS Ret | KIT 15  | BAH Ret | RUS 15 | ŠPA 11 | MON Ret | KAN 13  | AZE 11 | AVT 15 | VB 14  | MAD 16  | BEL 16 | ITA 18† | SIN Ret | MAL 18  | JAP Ret | ZDA 15 | MEH Ret | BRA 13 | ABU 17  |         | 20. | 0   |
| 2018 | Alfa Romeo Sauber F1 Team | Sauber C37    | Ferrari 062 EVO 1.6 V6 t        | AVS Ret | BAH 9   | KIT 16  | AZE 11 | ŠPA 13 | MON 11  | KAN 15  | FRA 13 | AVT 10 | VB Ret | NEM 9   | MAD 15 | BEL 10  | ITA 15  | SIN 11  | RUS 13  | JAP 12 | ZDA 10  | MEH 9  | BRA Ret | ABU Ret | 17. | 9   |